# Sergiu al VI-lea de Neapole
Sergiu al VI-lea (d. 1097 sau 1107) a fost duce de Neapole începând cu anii 1077-1082 până la moarte.
Sergiu a fost fiul senatorului Ioan, și astfel nepotul de frate și succesorul fratelui mai mare al acestuia, Sergiu al V-lea. Domnia sa este mai degrabă obscură din cauza lipsei evidenței documentare. În fața pericolului cuceririlor normande, el a întărit relația cu Imperiul bizantin, astfel încât la un moment dat a primit titulatura bizantină de protosebastos. Sergiu a fost căsătorit cu Limpiasa, fiică a normandului Richard I de Capua cu Fredesenda de Hauteville. El a fost succedat în Napoli de fiul său, Ioan al VI-lea.